# David Ledesma Vásquez
David Alberto Ledesma Vásquez (Guayaquil, 17 de diciembre de 1934 - Ibídem, 30 de marzo de 1961) fue un poeta y actor de teatro ecuatoriano. Aunque su obra pasó desapercibida durante varios años luego de su muerte, posteriormente ganó popularidad como poesía de culto.

## Biografía
Nació el 17 de diciembre de 1934 en Guayaquil, provincia de Guayas, en el seno de una familia acomodada. Realizó sus estudios secundarios en el Colegio Nacional Vicente Rocafuerte.
Desde temprana edad tuvo una relación tormentosa con su familia, quienes no aceptaban su homosexualidad ni su inclinación por las letras, características que se contraponían con las de su hermano mayor, que había fallecido años antes como héroe durante la Guerra del 41. Cuando Ledesma cumplió la mayoría de edad, su padre intentó enrolarlo al servicio militar, pero fue rechazado por padecer pie plano y asma. De acuerdo al dramaturgo José Guerra Castillo, quien trabajó con Ledesma en el teatro, el padre de Ledesma lo internó durante seis meses en una clínica en Lima donde le practicaron terapia de conversión para intentar cambiar su orientación sexual.
Estuvo casado durante menos de un año con la actriz Mercedes Cajamarca, con quien tuvo una hija y mantuvo una relación de amistad hasta su muerte.

### Carrera literaria
Inició su carrera literaria en 1950 con la publicación de su cuento Soledad en el diario La Nación. Al año siguiente recibió grandes halagos en los Juegos Florales del programa Vida Porteña por su poema La muerte del saltamontes.
Durante la década de 1950 perteneció al grupo de poesía denominado "Club 7", una agrupación de siete poetas jóvenes que alcanzaron gran notoriedad en la prensa local de la época. Ledesma fue figura clave dentro del grupo, que incluyó además a Ileana Espinel, Miguel Donoso Pareja, Carlos Benavides Vega, Gastón Hidalgo, Charles Abadíe Silva y Sergio Román Armendáriz. Donoso y Abadíe abandonaron el grupo luego de enterarse de la homosexualidad de Ledesma y de Benavides.
En 1953 publicó su primer poemario, Cristal. A éste le siguieron Club 7 (1954, escrito junto a los otros cuatro miembros de la agrupación), Gris (1958, obtuvo una mención de honor del diario de Caracas Lírica Hispánica) y la sección "Los días sucios" de la obra colaborativa Triángulo (1960).

### Suicidio y legado

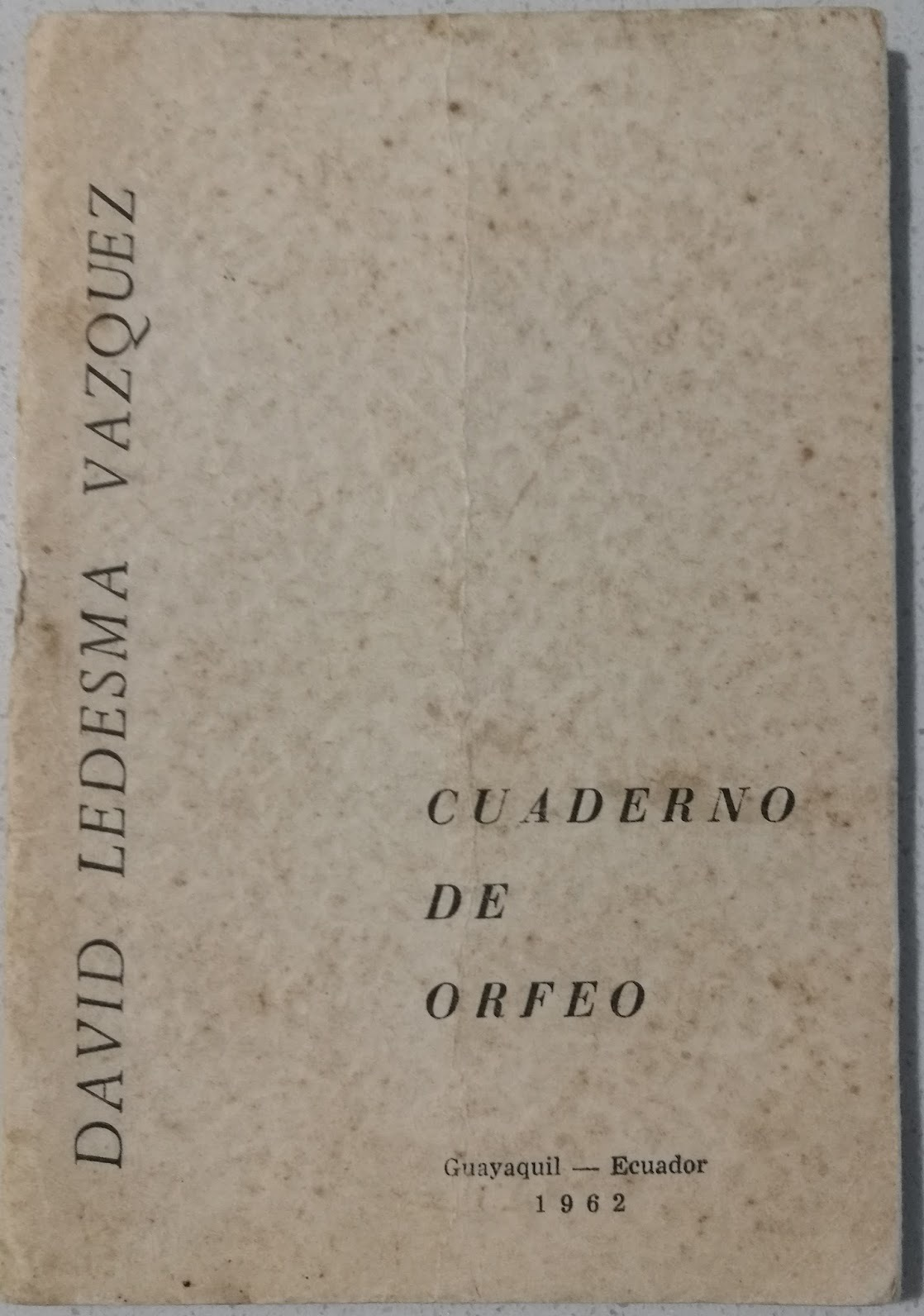
Portada de la primera edición de Cuaderno de Orfeo (1962)

El 30 de marzo de 1961 fue hallado ahorcado en la casa de sus padres, ubicada en el Barrio del Centenario. En las instalaciones de Radio CRE, emisora en la que trabajaba en ese entonces, se halló una carta en donde se disculpaba con su compañero del programa radial "Aquí Cuba" y le pedía que cuidara a su exesposa. En el bolsillo de su pantalón se encontró además un poema que ha pasado a ser conocido con el nombre de Poema final.
Al momento de su muerte dejó inéditos varios poemarios, entre ellos uno con el nombre tentativo de La risa del ahorcado. En 1962 se publicó póstumamente el poemario Cuaderno de Orfeo, cuya edición estuvo dirigida por Ileana Espinel.
El Concurso Nacional de Literatura en género Poesía que realiza el núcleo del Guayas de la Casa de la Cultura Ecuatoriana está nombrado en su honor.

## Obras
- Cristal (1953)
- Club 7 (1954), obra colaborativa
- Gris (1958)
- Triángulo (1960), obra colaborativa
- Cuaderno de Orfeo (1962)
- David Ledesma Vázquez, obra poética completa (2007)[12]